# Ludovic al XI-lea al Franței
Ludovic al XI-lea al Franței (în franceză Louis XI, supranumit „le Prudent” (cel Prudent)); (n. 3 iulie 1423, Bourges, Centre-Val de Loire, Franța – d. 30 august 1483, La Riche, Centre-Val de Loire, Franța) a fost rege al Franței, al șaselea din familia Valois din Dinastia Valois.
A continuat strădaniile tatălui sau, aducând țării unitate și stabilitate după devastările Războiului de 100 de ani.
A domnit între anii 1461 - 1483 cu o autoritate și cu o abilitate dusă uneori până la un cinism extrem, fiind poreclit și „cel Șiret” (Le Rusé) și „Păianjenul universal” (l'Universelle araigne).
Ludovic al XI-lea a semnat în 1482 tratatul de la Arras cu Maximilian I de Habsburg, prin care i-au fost cedate ducatul Burgundiei și Picardia. 
A fost cel dintâi rege care a luat pe față apărarea păturilor sociale inferioare în fața marilor feudali și chiar împotriva Inchiziției, și de aceea țăranii valdezi din Valpute, în Dauphiné, l-au cinstit dând văii lor numele de Vallouise. Ludovic al XI-lea a suprimat puterile excesive ale baronilor francezi așa cum erau reprezentate de Casa de Armagnac. A întărit monarhia, a semnat pacea cu Anglia, a deschis calea dezvoltării economice după un veac de războaie și ocupație.

## Anii copilăriei și ai tinereții
Ludovic al XI-lea s-a născut la 3 iulie 1423 la arhiepiscopia Bourges ca fiu al lui Carol al VII-lea, regele Franței și al Mariei de Anjou. A primit botezul în catedrala Saint-Etienne din Bourges din partea lui Guillaume de Champeaux, episcop de Laon, naș fiindu-i ducele Ioan al II-lea de Alençon..
Din cauza vremurilor tulburi, când tatăl său, Carol al VII-lea, cel poreclit "regele din Bourges", trebuia să se lupte din toată puterea pentru a-și apăra autoritatea în fața pretenției la legitimitate a regelui Angliei, Henric al V-lea al Angliei, micul Ludovic a fost încredințat spre creștere Caterinei de l'Isle Bouchard în castelul din Loches, avându-l ca dascăl până la vârsta de 10 ani pe Jean Majoris. Și-a însușit, între altele, arta scrisului și limba latină, și a beneficiat apoi de un excelent antrenament militar, mai cu seama în călăritul cailor, din partea lui Guillaume d'Avaugour.

După ce Carol al VII-lea a fost încoronat la Rheims datorită Ioanei d'Arc, micul prinț a putut fi transferat la mama sa în 1433 la castelul din Amboise.
La 24 iunie 1436 a luat de soție pe Margareta de Scoția (1424 - 1445), fiica lui James I,regele Scoției. El avea vârsta de 13 ani, iar ea 11. Căsnicia cu Ludovic a fost atât de nefericită, încât înainte de a muri la 21 ani, delfina Margareta ar fi rostit aceste ultime cuvinte: Să nu mi se mai vorbească de viață (Qu'on m'en parle plus...) 
Încă de copil, deîndată după căsătorie, Ludovic a început să se ocupe de politică. Și-a făcut intrarea în Lyon și la Vienne, Isère , pentru a primi jurămintele de credință ale locuitorilor. În februarie - mai 1437 a vizitat Languedoc și a comandat personal recucerirea forturilor engleze din Velay. Însoțit de tatăl său, și-a făcut intrarea maiestoasă în Paris, care fusese recent cucerit de Conetabilul de Richemont.
În luna mai 1439 tatăl său l-a numit locotenent general în Languedoc. În noua sa misiune a putut să-și aleagă prima dată el însuși sfetnicii și căpitanii. În decembrie al aceluiaș an a fost transferat în Poitou, de această dată fără o veritabilă putere de decizie. În februarie 1440, după o întrevedere cu Jean d'Alençon, s-a alăturat Pragueriei, o rebeliune a marilor seniori nemulțumiți, printre care se numărau și mareșalul de la Fayette și Georges de la Tremoille. Această acțiune a delfinului, pornită din Niort, se explica prin frustrarea cauzată de privarea de responsabilități în care l-a menținut tatăl său după ce acesta devenise îngrijorat de efectele dezastroase ale "apanajelor" pentru unitatea domeniului regal. "Fronda" a fost însă reprimată cu repeziciune. Ludovic a trebuit să se supună tatălui său la Cusset, la 17 iulie 1440, cerând în schimb guvernarea regiunii Dauphiné și alte câteva garanții. Carol al VII-lea a consimțit să-i acorde doar provincia Dauphiné și nimic mai mult. 
În anul următor, 1441, Ludovic a reluat luptele cu partida engleză și cu cea burgundă și a stat în fruntea armatei regale în luptele îndelungate desfășurate în fața cetății Pontoise între 5 iunie - 19 septembrie. În 1443 și-a dirijat trupele împotriva lui Jean al IV-lea de Armagnac, unul din marii vasali răzvrătiți. Mai apoi a primit însărcinarea de a izgoni din țară bandele de așa numiți «routiers » sau «écorcheurs», luptători rămași fără solde, și care se îndeletniceau cu jafuri. Gonindu-i în Elveția vecină, la 26 august 1444, Ludovic a câștigat victoria de la Pratteln asupra unei mic și curajos corp de elvețieni, apoi a cucerit orașul Basel, în vremea conciliului care tocmai îl alesese pe anti papa Felix al V-lea. Recunoscător, papa Eugen al IV-lea i-a acordat înaltul titlu de gonfalonier. În urma negocierilor conduse de tânărul prinț, la 26 septembrie 1444 s-a semnat pacea de la Ensisheim cu elvețienii. Drept răsplată pentru isprăvile sale a obținut la 26 mai1445 de la tatăl său titlul de protector al comitatului Venaissin.
Cu timpul, prințul Ludovic s-a folosit de veniturile aflate la dispoziția sa pentru a-și constitui o clientelă proprie. După 1437 el beneficia de o pensie regală de 21000 livre.
La aceasta se adăugau subsidiile acordate de statele pe care le-a debarasat de "routiers". Și totuși se simțea frustrat de faptul că în urma Pragueriei se alesese doar cu controlul provinciei Dauphiné. Conspirând în 1446 contra favoritei tatălui său, Agnes Sorel, și contra lui Pierre de Brézé, și el om de încredere al regelui, prințul delfin a fost în cele din urmă gonit de la curte în provincia pe care o stăpânea.
Mânios pe fiul său, Carol al VII-lea a recrutat o oaste pentru a readuce la ordine Dauphiné și Savoia. Ludovic a reușit și de astă dată să negocieze un armistițiu. Ceea ce nu l-a împiedicat însă să ducă o campanie de calomnii împotriva tatălui său, acuzându-l pe acesta de depravare morală. Precaut, a trimis regelui mai multe delegații pentru a se justifica. Carol al VII-lea nu s-a mai lăsat momit, și a trimis o armată sub ordinele lui Antoine de Chabannes pentru a relua controlul în Dauphiné. La 30 august 1456 prințul Ludovic a fugit în Franche Conté, apoi la Louvain, în ducatul Brabantului, pe teritoriul Burgundiei. La curtea burgundă, care în acea vreme părea concureze serios pe cea a regilor Franței, prințul răzvrătit împotriva tatălui său s-a bucurat de o primire excelentă, în octombrie primind și omagiile ducelui burgund însuși, Filip cel Bun. Acesta l-a instalat în castelul de la Genappe. Tatăl său, Carol al VII-lea, nu a izbutit să-i obțină extrădarea. Cunoscându-și prea bine odrasla, l-a prevenit însă pe Filip zicând că dă adăpost unei vulpi care o să-i înghită găinile.
Devenit văduv după decesul Margaretei de Scoția în 1445, la 9 martie 1451 prințul se căsătorise, de această dată, cu Charlotte de Savoia , fetița lui Ludovic I de Savoia, în vârstă de numai 9 ani și înzestrată cu o dotă în valoare de nu mai puțin de 200,000 de scuzi, din care 12,000 în numerar. Dacă nu îi fu lesne tânărului principe de a intra în posesia acestei întregi avuții, în schimb a beneficiat de la bun început de o alianță exclusivă cu noul său socru.

## Pe tronul Franței

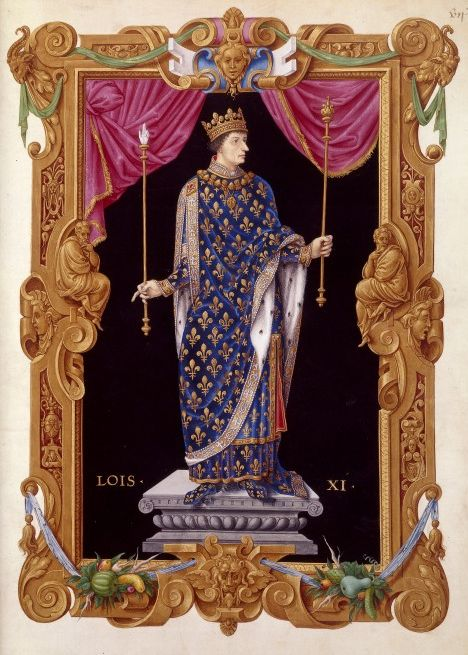
Ludovic al XI-lea

La data de 22 iulie1461 Carol al VII-lea a murit la Mehun-sur-Yèvre, după cum s-a spus, „de neliniște și necaz” („d'inquiétude et de chagrin”). Posteritatea i-a putut fi însă recunoscătoare pentru înțelepciunea de a nu-l fi dezmoștenit pe fiul său rebel  și de a fi evitat astfel Franței și mai mari discordii interne decât cele din vremea domniei sale.
Ludovic s-a arătat indiferent și a absentat de la funeraliile regale de la Bazilica Saint Denis. Trei săptămâni după aceea, la 15 august 1461 s-a încoronat la Reims, iar la 30 august 1461 și-a făcut intrarea în Paris. Aproape jumătate din cortegiul ce l-a însoțit era format din burgunzi, inclusiv oșteni înarmați, ai lui Filip cel Bun. Ludovic, de acum Ludovic al XI-lea, a părăsit curând capitala și la 25 septembrie s-a așezat la Tours.
Prima sa acțiune ca rege a fost să profite de criza de succesiune din Aragon. După moartea lui Alfonso al V-lea, regele Aragonului și al Neapolelui, fratele defunctului, Juan al II-lea a revendicat coroana împotriva fiului Carol de Viana. Acesta, însă, a fost găsit mort în septembrie 1461 , ceea ce a declanșat un război civil între Juan al II-lea și orașele din regat, mai ales Barcelona. Ludovic al XI-lea a încercat o alianță cu nobilii catalani. Fiind însă refuzat politicos, i s-a adresat atunci lui Juan al II-lea, care s-a arătat dispus să cedeze monarhului francez veniturile conților de Catalonia și Cerdania, în schimbul unui ajutor. Ieșit cu câștig din aceasta manevră, Ludovic a intervenit la fel și în certurile dinastice din Savoia.
Ironia soartei, după ce făcuse atâtea necazuri tatălui său, ajuns rege, Ludovic , a continuat, însă cu mai mare succes, politica acestuia de limitare a puterii ducilor și baronilor Franței. Judecând de acum din perspectiva regalității, el a justificat măsurile luate ca o cerință a realității. A lichidat pe mulți dintre foștii săi tovarăși de drum,
care îl socotiseră prieten. După ce deunăzi fusese risipitor și extravagant, a devenit deodată măsurat în administrarea banilor. A început să se îmbrace în straie modeste și să caute tovărășia oamenilor de rând și a negustorilor. 
O relatare candidă a unora din faptele sale se poate găsi în cronica curteanului său, Philippe de Commines.
În 1464, la o lună după nașterea fiicei sale, Ioana de Franța, (1464-1505), aflând că pruncul era handicapat (ea urma să devină și de o urâțenie proverbială) a hotărât de îndată să o mărite cu vărul îndepărtat Ludovic de Orléans, fiul poetului Charles de Orléans (1394 - 1365), sperând ca perechea să rămână stearpă și astfel să obțină stingerea acelei ramuri rivale a Capețienilor. Însă Ludovic de Orleans, când va ajunge pe tronul Franței sub numele de Ludovic al XII-lea va izbuti să obțină anularea acestei arbitrare căsătorii.

## Conflictul cu Carol Temerarul

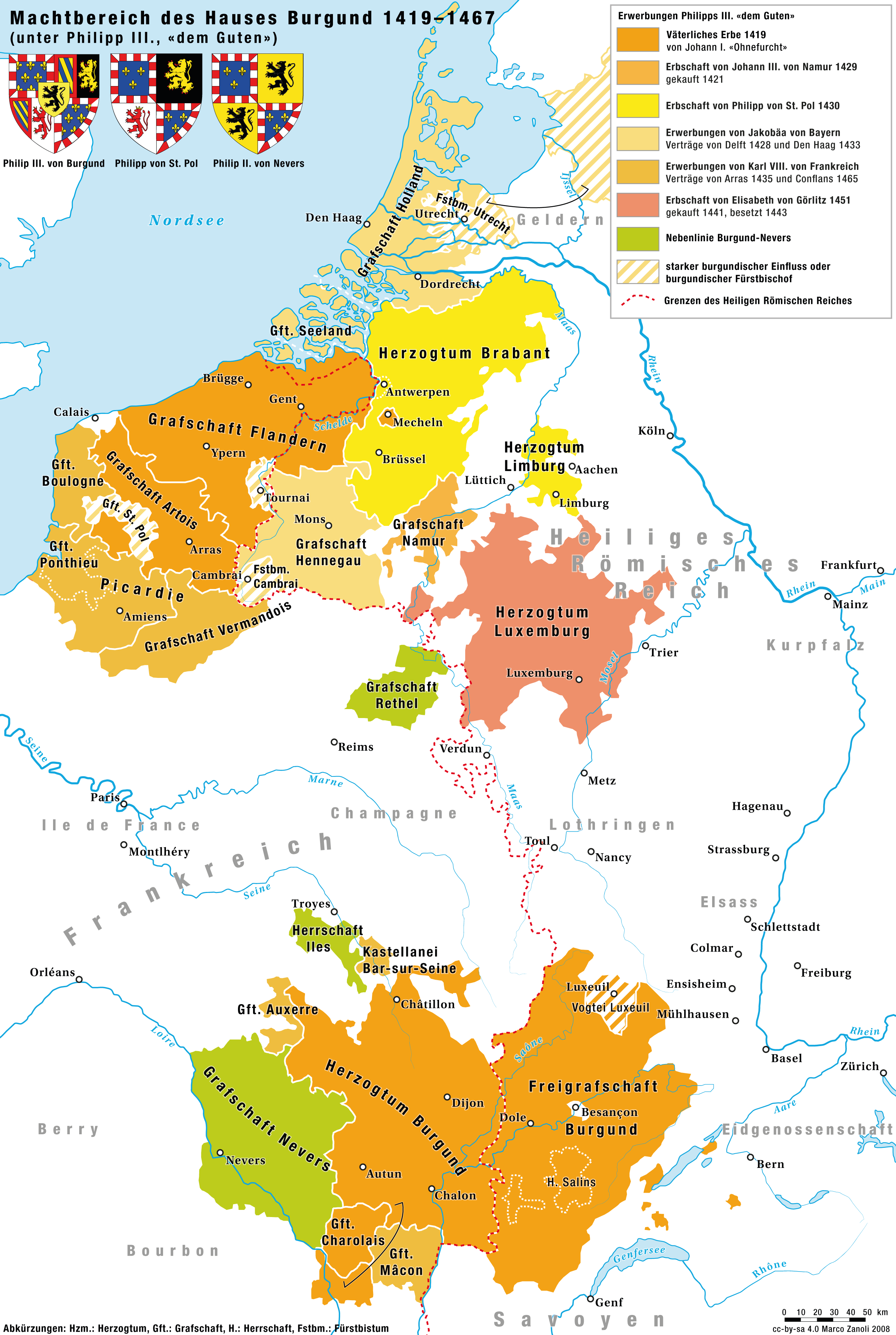
Ducatul Burgundiei în vremea ducelui Filip cel Bun

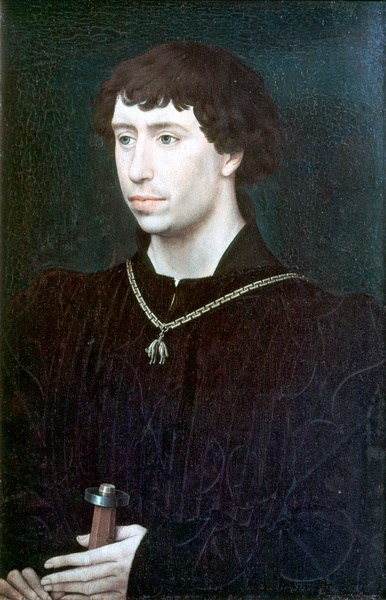
Carol Temerarul, duce al Burgundiei, marele adversar al lui Ludovic al XI-lea, portret din 1460

În martie 1465 fratele regelui, Carol, duce de Berry, cunoscut mai apoi și sub numele de Charles de France (Carol de Franța), a înjghebat o așa numită Ligă a Binelui Public. Foarte asemănătoare cu Pragueria, ei i s-a alăturat și Carol de Charolais, zis Temerarul, fiul lui Filip cel Bun. Izbucnirea revoltei a fost prilejuită de un incident cu burgunzii. În 1463 Filip cel Bun se adresase monarhului cerând ajutor pentru o expediție militară pe care o pregătea. Ludovic al XI-lea era hotărât să știrbească încetul cu încetul poziția privilegiată a marilor seniori, evitând pe cât se putea calea confruntărilor armate și alegând mai întâi și întâi mijloace financiare. În acest caz, a obținut răscumpărarea de la Filip cel Bun a orașelor din Somme (departament)- Abbeville, Amiens et Saint-Quentin, care fuseseră cedate Burgundiei cu trei decenii în urmă și care, împreună cu Picardia, țineau Parisul în șah.

Acea concesie teritorială în favoarea Burgundiei, hotărâtă prin Tratatul de la Arras din 1435, trebuia să compenseze la vremea respectivă, asasinarea lui Ioan cel Neînfricat la Montereau-Fault-Yonne, la 10 septembrie 1419. Știrea răscumpărării orașelor de către Ludovic a trezit consternarea lui Carol Temerarul , care, văzându -se privat de o parte din moștenire, s-a ridicat, mânios, împotriva tatălui său, ducele Filip cel Bun. Francisc al II-lea al Bretaniei, iritat de jugul dominației regale, i s-a alăturat. La fel și Ioan de Bourbon și Ioan de Armagnac. Nu numai marii seniori erau nemulțumiți. Presiunea fiscală generată de cumpărarea orașelor din Somme în schimbul a 400,000 scuzi, îl făcuse pe rege să ia măsuri nepopulare față de unele categorii sociale. Ludovic a pretins, de pildă, clerului să-i acorde împrumuturi și a dispus inventarierea bunurilor bisericești, de asemenea a tăiat din privilegiile Universității și ale corpului de arcași și arbaletrieri ai Parisului. A suprimat și Pragmatica Sancțiune din Bourges. 

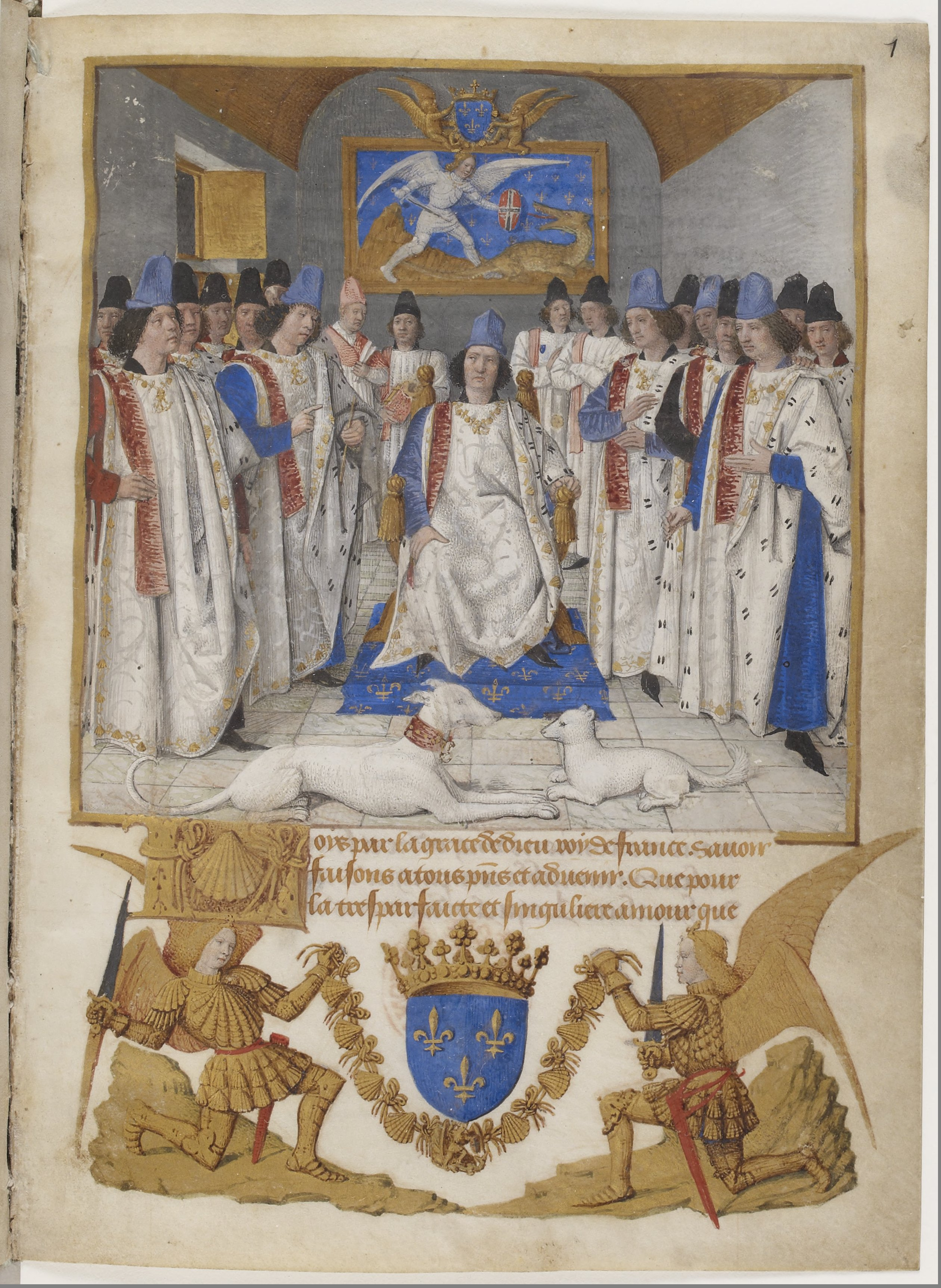
Ludovic al XI-lea prezidând adunarea - capitulum - a ordinului Saint Michel, miniatură de Jean Fouquet; în primul plan la dreapta fratele regelui, Carol de Franța, la stânga ducele Ioan de Bourbon

Ludovic a luat asupra sa comanda marii ofensive împotriva așa zisei "Ligi a Binelui Public" în cadrul conflictului intestin rămas în istorie sub numele eufemistic de La guerre du Bien Public(Războiul Binelui Public). După căderea Moulins-ului (Moulins,Allier), Burbonii au fost primii nevoiți să i se supună. Atunci Ludovic s-a îndreptat spre Paris, care se afla sub amenințarea bretonilor, burgunzilor și lorenilor. Bătălia principală s-a desfășurat la 16 iulie1465 la Montlhéry, la câteva leghe de capitală, soldându-se cu pierderi grele de ambele părți și terminându-se cu un rezultat nedecis.
Totuși, asediul Parisului a fost străpuns și Ludovic, scutind între timp, de taxe, pentru orice siguranță, populația orașului, a putut începe negocierile, nefiind dispus să cedeze nimic în ce privește reforma conducerii regatului. A fost nevoit ca semneze tratatele de la Conflans la 5 octombrie 1465 și de la Saint Maur-les - Fossés la 29 octombrie 1465 prin care a retrocedat lui Carol Temerarul orașele abia răscumpărate din Somme. La 12 decembrie, potrivit cu cele înțelese la Conflans a lăsat fratelui său rebel Carol de Franța guvernarea Normandiei, concesie care până la urmă s-a dovedit de scurtă durată, deoarece acesta, încurcat într-un conflict cu ducele Bretaniei, o pierdu în 1466 în favoarea lui Ludovic, pentru ca apoi sa fie nevoit se refugieze tocmai în Bretania.
După moartea lui Filip cel Bun în 1467, Carol Temerarul i-a urmat la conducerea ducatului Burgundiei. El avea ambiția de a
transforma Burgundia într-un regat independent. În schimb, diverse regiuni, și mai ales locuitorii din Liège, se ridicau adesea contra sa. Aceștia din urmă se aliaseră chiar cu regele Ludovic.
La 1 octombrie 1467 Carol Temerarul a repus pe picioare coaliția militară contra regelui, formată împreună cu Carol de Franța, cu Francisc al II-lea al Bretaniei, cu Ioan de Bourbon si cu Ioan d'Alençon.
După ce la 10 septembrie 1468 s-a semnat un tratat la Ancenis între Ludovic și Francisc al II-lea, ducele Bretaniei, prin care acesta din urmă se obligase să se retragă din coaliția cu burgunzii, în 1468 Carol Temerarul și Ludovic al XI-lea s-au întâlnit din nou (la 9 - 14 octombrie) pentru negocieri, de data asta în castelul ducelui, la Péronne. În acest răstimp Liège-ul a ridicat iarăși steagul revoltei, iar guvernatorul burgund al cetății a fost ucis. Aflând vestea că la răzmeriță luaseră parte și comisari regali, Carol fu cuprins de mânie împotriva lui Ludovic. Atât Commines cât și sfetnicii săi s-au străduit să-l liniștească. Dar tratatul pe care l-a impus, în condiții de arest, vărului său regele, a fost umilitor pentru acesta, obligându-l să cedeze Champagne lui Carol de Franța ca despăgubire pentru Normandia pierdută și apoi, la 30 octombrie 1468 silit să asiste neputincios la incendierea Liege-ului și la masacrarea apărătorilor săi de către burgunzi. După Bainville, acesta fusese cel mai rău pas din viața sa.

Istoricul explică punerea în libertate a lui Ludovic de către Carol Temerarul prin prestigiul de care se bucura monarhul suzeran și instituția regală în ochii feudalilor, ca parte a sistemului bazat pe vasalitate, în ciuda tuturor relațiilor conflictuale.

Dar, odată știindu-se la adăpost, Ludovic îl aruncă în 1469 în închisoare, într-o cușcă de fier, pe sfetnicul său, cardinalul Jean de la Balue, descoperit trădător, îi dărui în aprilie fratelui său Carol, în semn de reconciliere, ducatul Guyenne în apanaj și în anul următor declară tratatul cu Carol Temerarul nul și neavenit. El începu să-și reclădească oastea, dorind să distrugă puterea Burgundiei și să pună capăt odată pentru totdeauna unui conflict care dăinuia deja de trei generații, de la asasinarea lui Ludovic de Orléans în 1407.
Războiul a urmat să reizbucnească în 1472 și să se încheie cu victoria lui Ludovic.
Decesul, fără urmași, al fratelui său Carol în 1472 îl salvă de perspectiva amenințătoare a unui mariaj al acestuia cu Maria de Burgundia, unica fiică a lui Carol Temerarul, și îi permise să anexeze ducatul Guyenne la domeniile regale.

## Conflict și negocieri reușite cu Anglia
Între timp Anglia era sfâșiată de războiul civil cunoscut sub numele de Războiul celor două roze. Ludovic a urmărit evenimentele de aproape, deoarece Carol Temerarul devenise aliatul Casei de York care se ridicase împotriva regelui Henric al VI-lea de Lancaster. Când Contele de Warwick, poreclit „The Kingmaker” (Făcătorul de regi) se certă cu noul rege Eduard al IV-lea, pe care îl ajutase să ocupe tronul, Ludovic i-a oferit adăpost în Franța. El l-a încurajat pe Warwick să se alieze cu cea care fusese dușmana lui de moarte, ex-regina Margareta pentru a-l readuce pe tron pe bărbatul ei, Henric al VI-lea. Planul a reușit la început și, în adevăr Eduard al IV lea a fost nevoit să plece în exil. Numai că după un timp el s-a întors, iar Warwick a căzut în bătălia de la Barnet în 1471. Regele Henric al VI-lea a fost, la rândul lui, asasinat la scurt timp după aceea în Turnul Londrei.
Devenit stăpân incontestat al Angliei, Eduard a invadat Franța în 1475 , dar Ludovic a știut să negocieze cu el Tratatul de la Picquigny în urma căruia armata engleză (izolată de aliații ei burgunzi ocupați în Lorena) a părăsit solul Franței în schimbul unei sume mari de bani.
Englezii au acceptat de renunțe la pretențiile lor la pământuri franceze ca de pildă Normandia și prin aceasta se poate spune că s-a pus capăt Războiului de o sută de ani.
Ludovic s-a putut lăuda că în vreme ce tatăl său i-a izgonit pe englezi prin forța armelor, el a izbutit acelaș lucru cu ajutorul pateului, a cărnii de cerb și a vinului de calitate.
Văzând cu mare supărare succesul lui Ludovic în raporturile cu Anglia, Carol Temerarul porni la noi expediții militare în scopul asigurării supunerii unora din marii săi vasali. Astfel în 1472 el a invadat iarăși Picardia.
De data aceasta asediul Beauvais-ului și a altor orașe de către Carol Temerarul a eșuat și acesta fu nevoit până la urmă să ceară pace. Philippe de Commines a trecut în tabăra regelui, unde s-a bucurat de o bună primire.
Din întâmplările legate de luptele la Beauvais istoria a reținut în mod deosebit episodul în care s-a distins Jeanne Hachette.

## Lărgirea domeniilor regale
În 1474 Ludovic și-a propus să supună ducatul Anjou unde domnea René I de Anjou

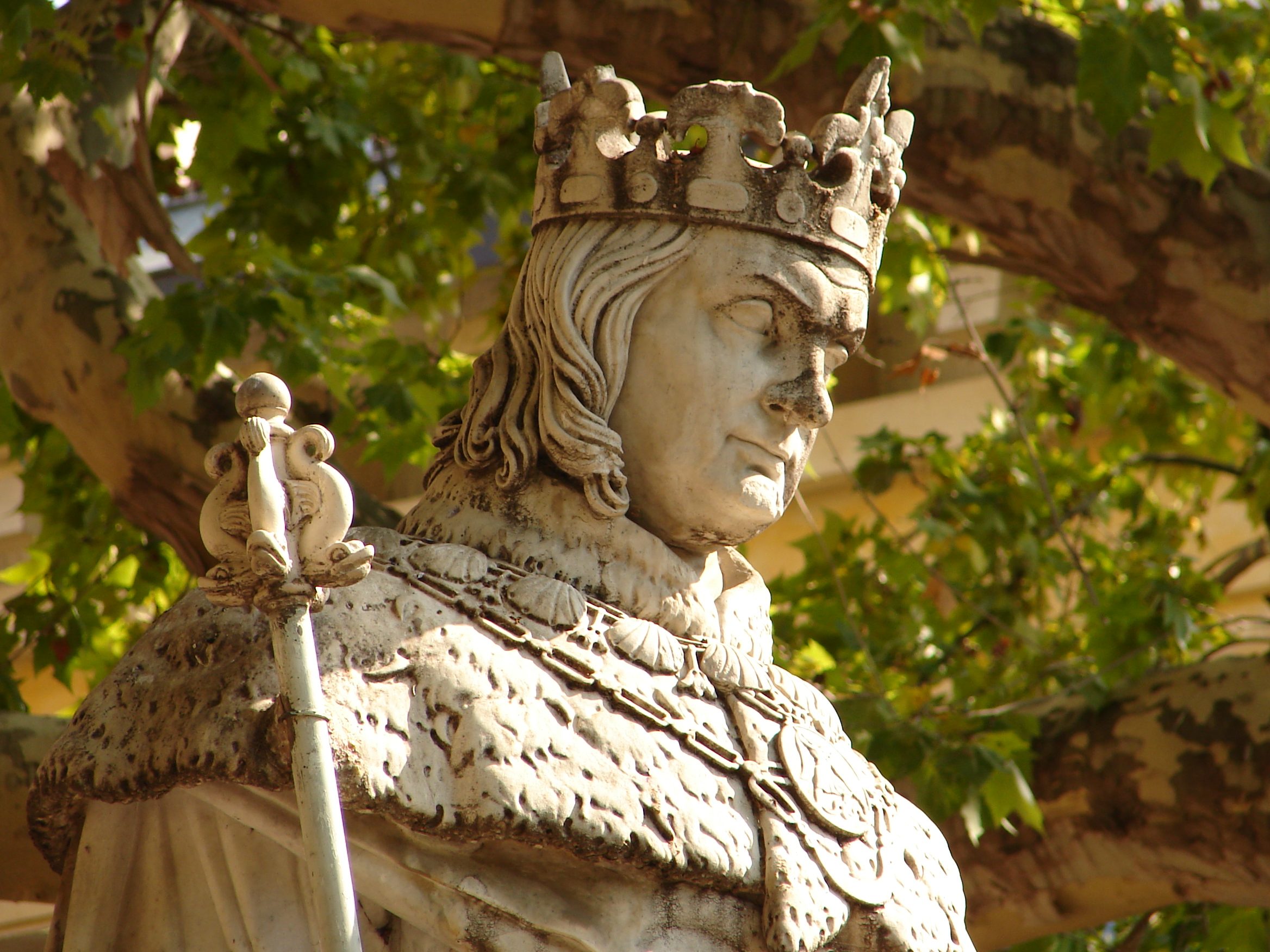
Ducele de Anjou,René I

.Sub masca unei vizite de curtoazie, Ludovic sosi la Angers cu oastea sa și îl puse pe ducele René în fața unui fapt împlinit. Ceru cheile orașului și instală de îndată în cetate o garnizoană regală, comanda ei încredințând-o lui Guillaume de Cerisay.
. 
Simțindu-se deja slăbit de bătrânețe la 65 ani, René I a cedat nepotului său, regele Franței, fără luptă, și s-a retras în Provence, unde rămăsese suveran.

În schimb Anjou a încetat de a mai fi un apanaj și a intrat definitiv în rândul domeniilor regale. Guillaume de Cerisay devenise atât guvernator al provinciei cât și primar al capitalei ei, Angers.

Franța la 1477

În 1476 Ludovic a propus lui René de Anjou un târg: se arătă dispus să ajute la răscumpărarea și eliberarea fiicei acestuia, ex-regina Angliei, Margareta de Anjou, văduvă dupa asasinarea lui Henric al VI-lea și aflată încă în captivitate engleză.
Cu ajutorul contribuției lui Ludovic, René de Anjou a reușit să adune cei 50,000 scuzi 
necesari pentru eliberarea fiicei sale, iar în schimb i-a cedat lui Ludovic Lorena, comitatul Bar și Provence însăși. Margareta de Anjou, liberă, se alătură tatălui ei la Aix-en-Provence.
Încă îi stătea în cale ducele Burgundiei, Carol Temerarul. Ludovic reuși de această dată să-l antreneze pe vechiul său dușman într-un conflict cu elvețienii, care între timp se întăriseră din punct de vedere militar. La 5 ianuarie1477 Carol căzu în luptă cu aceștia la Nancy și cu aceasta războaiele cu Burgundia luară sfârșit.
Ludovic a încercat să pună stăpânire pe domeniile defunctului duce, dar s-a lovit de Maximilan de Austria, ginerele defunctului și soțul Mariei de Burgundia (1457-1482) 
Profitand de slabiciunea Imperiului Romano-German si de decesul în urma unu accident de călărie al Mariei de Burgundia, în 1482 Ludovic a izbutit până la urmă să obțină provinciile Picardia și Burgundia, prin Tratatul de la Arras. Printr-o tranzacție mai complicată de moșteniri, între care și cea a lui René de Anjou, regele a intrat și în posesia comitatului Maine. Anterior, în 1472, ca urmare a ralierii lui Nicolas de Anjou (sau Nicolas de Lorena) la ducele Burgundiei, a smuls și acestuia vicomitatul Thouars, atribuindu-l lui Ludovic de Tremoille. Lui Philippe de Commynes i-a dăruit domeniile Talmont și Berrie.
Feudali recalcitranți au avut parte de o soartă crudă. De pildă, Jacques d'Armagnac, duce de Nemours, care a fost executat.

## Sfârșitul vieții
În cursul vieții sale, Ludovic al XI-lea a fost mereu bolnav. A suferit, după cum menționează Ivan Gobry, de „arsuri de stomac, crize de ficat, gută, congestii hemoroidale care îl împiedicau să meargă, eczema purulentă”.
Cât despre fizicul său, el este descris fără menajamente de un martor mai puțin neutru, Thomas Basin, episcop de Lisieux, pe care regele îl exilase în 1465: „Cu coapsele și picioarele sale subțiri, el nu avea, deja de la prima privire, nimic frumos și agreabil. Mai rău, dacă l-ai fi întâlnit, fără să fi știut cine este, l-ai fi putut lua mai mult drept un bufon sau bețivan, în orice caz un individ de condiție joasă, decât drept rege sau un bărbat de calitate”. Basin a fost autorul în 1473 a unei biografii pretins obiective, dar ostile lui Ludovic, în care și-a propus să-i denunțe „înșelăciunile, răutățile, perfidiile, prostiile, nedreptățile și cruzimile”. În ultimii ani ai vieții se retrăsese în castelul său de la Plessis-les-Tour, aflat în actualul departament Indre-et-Loire.
Ludovic al XI-lea a murit la vârsta de 60 de ani, la 30 august 1483 la Plessis-les-Tour, în urma unui accident vascular cerebral petrecut cu cinci zile inainte și care se însoțise de afazie. A fost înmormântat la bazilica Notre-Dame de Cléry, pe care o ctitorise în 1467. Ceremonia așezării în sicriu și de închidere a sicriului ("mise en bière") a fost făcută la Lyon.

În locul său a urcat pe tronul Franței Carol, băiatul de 13 ani al său și al Charlotei de Savoia, care avea să fie cunoscut drept regele Carol al VIII-lea.

## Familia și copiii
- Prima soție - (de la 24 iunie 1436 - Margareta Stuart (1424-1445), prințesă a Scoției, fiica lui Iacob I, regele Scoției, și a Ioanei de Beaufort.

Nu au avut copii.
- A doua soție - (de la 9 martie1451 - Charlotte de Savoia (1440-1483), fiica lui Ludovic I, duce de Savoia, și a Anei de Lusignan, principesă a Ciprului

Au avut opt copii:
- 1. Ludovic (1458-1460)
  2. Joachim (1459)
  3. Luiza (Louise) (1460)
  4. Ana de Franța (Anne de France) sau Ana de Valois (1461-1522); căsătorită din 1473 cu Petru (Pierre) al doilea, duce de Bourbon
  5. Ioana de Franța (Jeanne de France) (1464-1505), căsătorită - din 1476 - cu Ludovic al XII-lea (mai întâi duce de Orleans), regele Franței
  6. Francisc (Francois) (1466)
  7. Carol al VIII-lea, din dinastia Valois (1470-1498), rege al Franței,
  8. François (1472 - 1472)

## Imagini

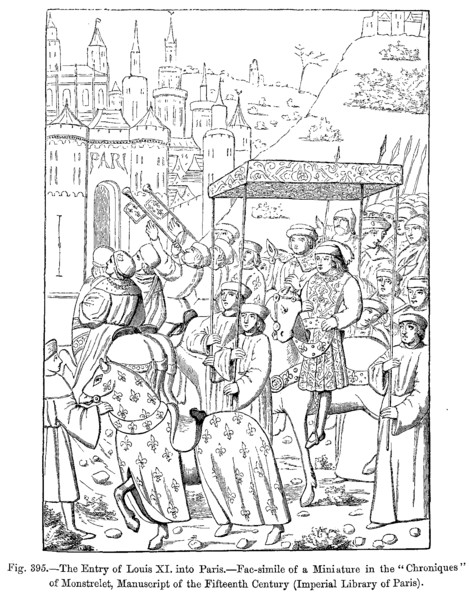
Intrarea lui Ludovic al XI-lea în Paris
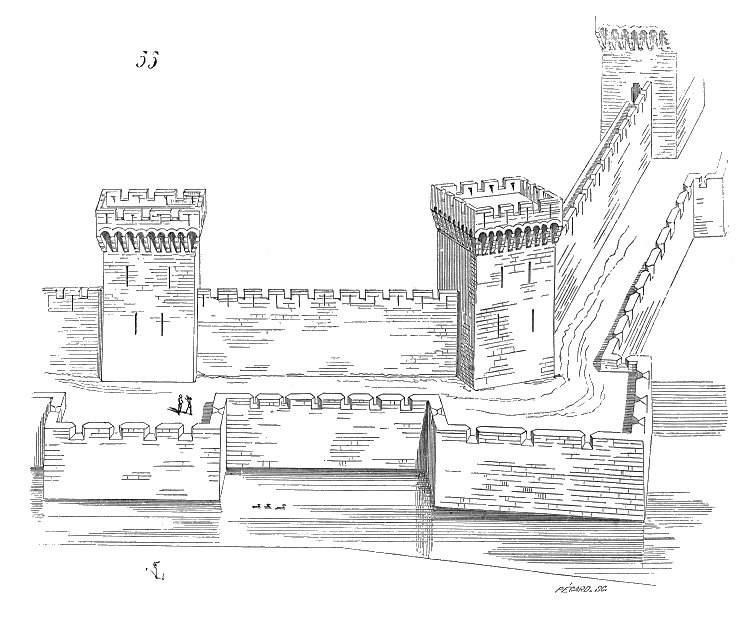
Fortificaţia de la Orange, sudul Franţei, din vremea lui Ludovic al XI-lea
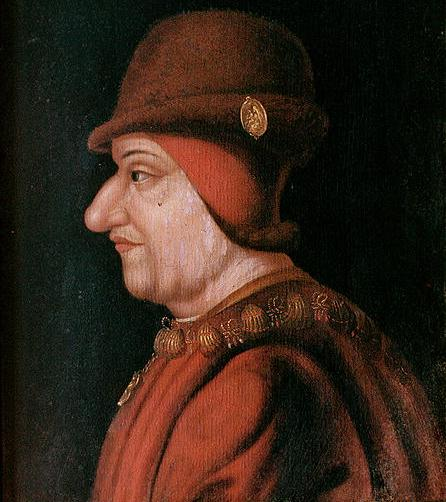
Portret al lui Ludovic al XI-lea din secolul al XV-lea
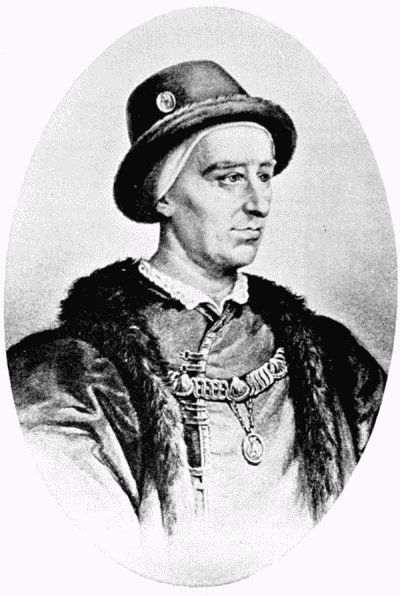
Portret al lui Ludovic al XI-lea, în "Povestiri istorice" de Charles Morris